# Gonatocerus fuscicornis
Gonatocerus fuscicornis är en stekelart som först beskrevs av Walker 1846.  Gonatocerus fuscicornis ingår i släktet Gonatocerus och familjen dvärgsteklar. Inga underarter finns listade i Catalogue of Life.